# 小行星8178
小行星8178（英語：8178）是一颗围绕太阳公转的小行星。1992年2月29日，UESAC在拉西拉天文台发现了此天体。
这颗小行星的绝对星等为39.52599398202361等。